# Grandchamps-des-Fontaines
Grandchamps-des-Fontaines (bretonsko Gregamp-ar-Feunteunioù) je naselje in občina v francoskem departmaju Loire-Atlantique regije Loire. Leta 2012 je naselje imelo 5.156 prebivalcev.

## Geografija
Kraj leži v pokrajini Bretaniji 20 km severno od Nantesa.

## Uprava
Občina Grandchamps-des-Fontaines skupaj s sosednjimi občinami La Chapelle-sur-Erdre, Fay-de-Bretagne, Sucé-sur-Erdre, Treillières in Vigneux-de-Bretagne sestavlja kanton La Chapelle-sur-Erdre; slednji se nahaja v okrožju Nantes.

## Zanimivosti
- cerkev Marijinega Vnebovzetja iz druge polovice 19. stoletja,
- kapela Notre-Dame-des-Fontaines iz 17. in 18. stoletja, le Davray.

## Pobratena mesta
- Ashton Keynes (Anglija, Združeno kraljestvo);